# 1985 no Brasil
Esta é uma cronologia dos fatos acontecimentos de ano 1985 no Brasil.

## Incumbentes
- Presidente do Brasil - João Figueiredo (15 de março de 1979 - 15 de março de 1985)
- Vice-presidente do Brasil - Aureliano Chaves (15 de março de 1979 - 15 de março de 1985)
- Presidente do Brasil - José Sarney (15 de março de 1985 - 15 de março de 1990)

## Eventos
- 11 de janeiro: Inicia a primeira edição do festival de música, Rock in Rio, realizada na Cidade do Rock, na Barra da Tijuca.[1]
- 15 de janeiro: Tancredo Neves é eleito o presidente do Brasil por 480 votos contra 180 de Paulo Maluf na eleição presidencial indireta, que dá ao fim de Regime Militar.[2][3]
- 20 de janeiro: Inaugurado o Aeroporto Internacional de São Paulo-Guarulhos.
- 8 de fevereiro: O primeiro satélite artificial brasileiro, o BrasilSat A1, é lançado da base de lançamento de Kourou, na Guiana Francesa.[4]
- 14 de março: O presidente eleito Tancredo Neves é internado no Pronto Socorro do Hospital de Base do Distrito Federal.[5]
- 15 de março:
  - O vice-presidente José Sarney toma posse como 31° presidente do Brasil.[6]
  - É criado o Ministério da Cultura.
- 21 de abril: Morre o presidente eleito da República, Tancredo Neves, no Instituto do Coração, em São Paulo.[3][7]
- 26 de abril: A Rede Globo de televisão completa 20 anos desde a sua inauguração[carece de fontes?]
- 8 de maio: O Congresso Nacional do Brasil aprova a emenda constitucional, que estabelece as eleições diretas para presidente da República com dois turnos e data fixada e para prefeitos das capitais.[8]
- 30 de setembro: tempestade de granizo severa, com pedras de gelo que chegavam a pesar 1 kg, atinge o município de Itabirinha, no Vale do Rio Doce, interior de Minas Gerais. Cerca de 50% das residências do núcleo urbano foram afetadas, incluindo 900 casas danificadas e 50 completamente destruídas, deixando mais de 20 vítimas fatais e 600 feridos. Dos cerca de 10 000 habitantes, 4 000 ficaram desabrigados.[9][10][11]
- Promulgação da Emenda Constitucional nº 25, de 15 de maio de 1985, garantindo aos analfabetos o direito de votar.
- Após cerca de 40 anos, é desativada a Mina de Piedade do Ouro, no município de Itapetim, sertão de Pernambuco. A mina era inicialmente tida como a terceira maior do Brasil, mas descobriu-se que o ouro contido nela era economicamente inviável.[12]

## Nascimentos
- 1 de janeiro: Tiago Splitter, ex-jogador de basquete.
- 3 de janeiro: Chandelly Braz, atriz.
- 4 de janeiro: Réver, futebolista.
- 5 de janeiro: Wellington Saci, futebolista.
- 7 de janeiro: Roger Rodrigues da Silva, futebolista.
- 9 de janeiro: Bobô, futebolista.
- 11 de janeiro: Alex Cruz, futebolista.
- 20 de janeiro: Ana Terra, escritora e ilustradora.
- 6 de fevereiro: Fernanda Bullara, dubladora.
- 10 de março: Eduardo Leite, político.
- 21 de abril: Paloma Bernardi, atriz.
- 6 de maio: Rafael Fonteles, político.
- 17 de novembro: Rafael Cardoso, ator.

## Mortes
- 8 de janeiro: Araci Cortes, cantora brasileira (n. 1904).
- 12 de janeiro: Vilanova Artigas, arquiteto (n. 1915).
- 21 de abril: Tancredo Neves, presidente eleito do Brasil (n. 4 de março de 1910).
- 9 de outubro: Emílio Garrastazu Médici, militar e político brasileiro, 28° Presidente do Brasil (n. 4 de dezembro de 1905).
- 31 de outubro: Omar O'Grady, engenheiro e político (n. 1894).